# ベルナール・ブリュンヌ
アントワーヌ・ジョセフ・ベルナール・ブリュンヌ（フランス語: Antoine Joseph Bernard Brunhes、1867年7月3日 - 1910年5月10日）は、フランスの地球物理学者。姓はブルン、ブルーン、ブリュヌ、ブリューヌ、ブルンヌなどとも表記される。

## 業績
鮮新世の火山岩とその直下の粘土層から検出された残留磁気の向きが地磁気の向きとほとんど正反対であることを発見、地球磁場が逆転したに違いないと結論づける論文を1906年に発表した。
地磁気研究に先駆的貢献をしたと評価され、地磁気逆転の歴史において、77万年前に起きた最後の逆転（松山‐ブリュンヌ逆転）から現在までの期間をブリュンヌ期（ブリュンヌ正磁極期）とよぶこととされている。

## 脚注

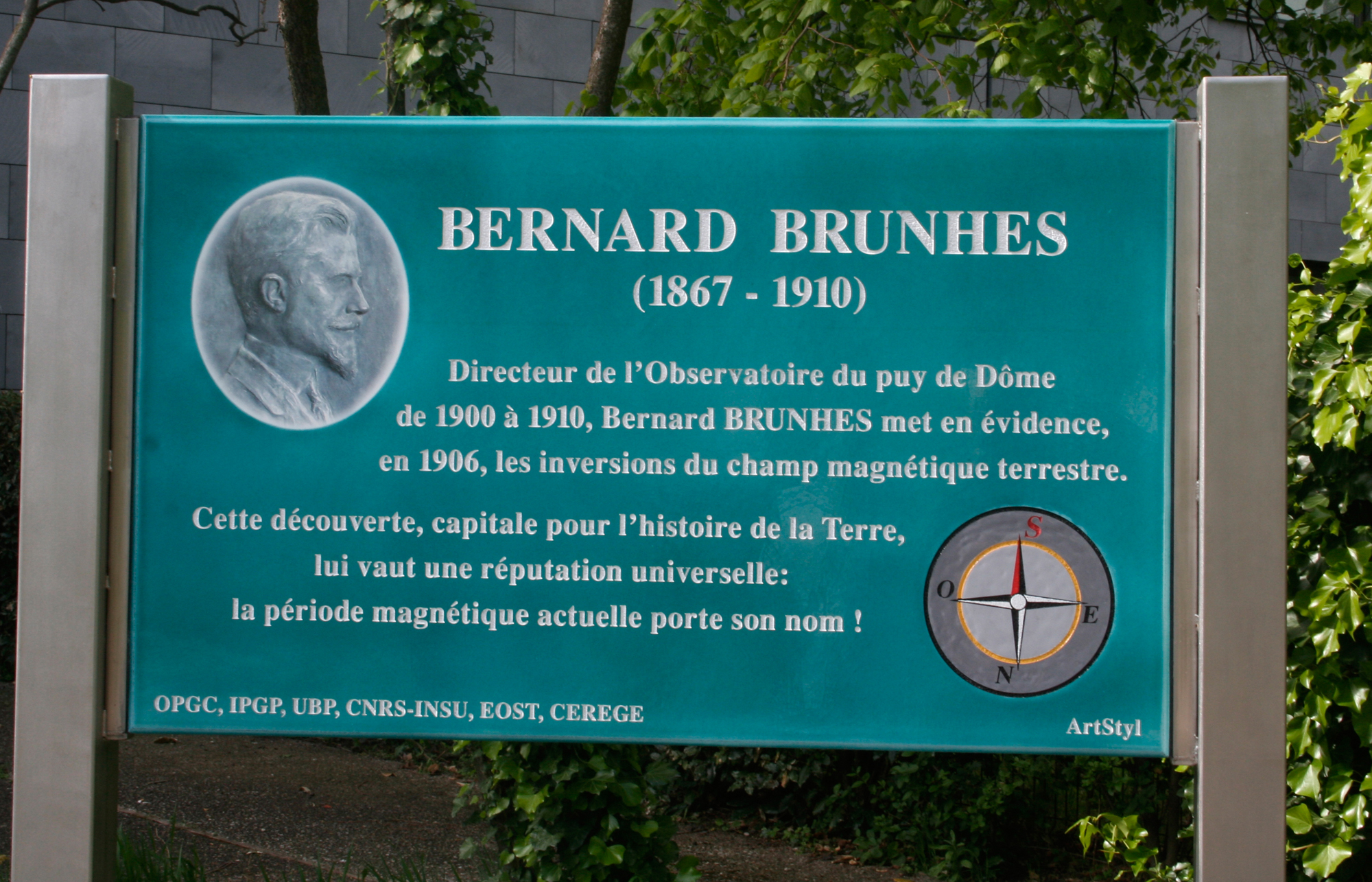
クレルモン＝フェラン地球物理観測所（:fr:Observatoire de physique du globe de Clermont-Ferrand）入口に設けられたブリュンヌの説明版